# Cemile Sultan
Cemile Sultan (turco ottomano: جمیله سلطان, lett. "bellezza radiosa"; Istanbul, 17 agosto 1843 – Istanbul, 26 febbraio 1915) è stata una principessa ottomana, figlia del sultano Abdülmecid I e della consorte Düzdidil Hanim.

## Origini
Cemile Sultan nacque il 17 agosto 1853 a Istanbul, nel Palazzo Beylerbeyi. Suo padre era il sultano ottomano Abdülmecid I e sua madre una delle sue consorti, Düzdidil Hanım. Aveva due sorelle maggiori, le gemelle Neyire Sultan e Münire Sultan, e una sorella minore, Samiye Sultan, tutte morte bambine.
Nel 1845 rimase orfana di madre e venne adottata da Rahime Perestu Kadın, prima moglie legale di Abdülmecid. Qualche anno dopo Rahime Perestu adottò anche Abdülhamid II, figlio di Abdülmecid e della defunta Tirimüjgan Kadın. I due fratelli furono sempre molto vicini e Cemile fu politicamente influente durante i primi anni di regno di Abdülhamid.
Abdülmecid volle per tutti i suoi figli e figlie una formazione di alto livello e il più possibile completa, che comprendesse sia materie tradizionali, fra cui studi coranici, che occidentali. La formazione di Cemile iniziò nel 1847. Seguiva le lezioni insieme ai fratellastri Şehzade Mehmed Reşad e Şehzade Murad, al fratello adottivo Şehzade Abdülhamid e alle sorellastre Fatma Sultan e Refia Sultan. Studiò, fra le altre materie, arabo, persiano e francese (diventata la lingua franca dell'era Tanzimat). Studiò anche musica tradizionale e occidentale e prese lezioni di pianoforte da una donna italiana, Teresa Romano.
Cemile mostrò sempre un comportamento impeccabile, e per questo era la figlia favorita da suo padre, che la lodava continuamente. 

## Matrimonio
Nel 1854, a undici anni, Cemile venne promessa in sposa a Mahmud Celaleddin Pasha, figlio di Ahmed Fethi Pasha e della sua prima moglie, Ayşe Şemsinur Hanım. Ahmed Fethi era all'epoca sposato con Atiye Sultan, zia di Cemile.
Il matrimonio venne celebrato quattro anni dopo, il 17 maggio 1858 a Baltalimanı, insieme a quello di una sorellastra di Cemile, Münire Sultan. Il costo della cerimonia venne aspramente criticato, perché l'esercito ottomano era appena stato pesantemente sconfitto in Montenegro e Creta era in rivolta.
Alla coppia venne assegnata come residenza uno dei due palazzi gemelli di Fındıklı, che Abdülmecid aveva commissionato per lei e Münire e dove Cemile e suo marito consumarono il matrimonio l'11 giugno. La sua nuova suocera presentò a Cemile come dama di compagnia Mediha Nazikeda Hanim, che in seguito sarebbe divenuta una consorte del sultano Abdülhamid II, fratellastro di Cemile, e Aliye Nazikeda Hanim, che divenne la terza moglie di Şehzade Yusuf Izzeddin, figlio maggiore del sultano Abdülaziz e cugino di Cemile. Inoltre, Cemile Sultan prese a servizio Emine Nazikeda Hanım, futura consorte di Mehmed VI, insieme alle sue sorelle Daryal e Naciye Hanım e alle cugine Amine, Rumeysa, Pakize, Fatma e Kamile Hanim. Il futuro Mehmed VI chiese a Cemile il permesso di sposare Nazikeda nel 1884, ma lei inizialmente rifiutò, accettando infine dopo un anno di insistenze, quando Mehmed giurò che, se non avesse potuto sposare Nazikeda, allora non si sarebbe mai sposato, e che, se lei fosse diventata sua moglie, non avrebbe preso altre consorti. 
Il matrimonio fu felice. I due ebbero tre figli e tre figlie ed erano uniti anche in politica. Entrambi sostennero l'ascesa al trono e il regno di Abdülhamid II contro Murad V ed erano nemici del Gran Visir Midhat Pasha. Cercarono di danneggiarlo in ogni modo lungo tutto il 1877, soprattutto sfruttando il suo supporto ai Giovani Ottomani. Alla fine, riuscirono a farlo rimuovere e mandare in Europa. Venne invece nominato Gran Visir Ibrahim Edhem Pasha.
Tuttavia, poco dopo, nel 1881, anche Mahmud Celaleddin perse il favore del sultano, che lo esiliò in Arabia Saudita e lo fece poi strangolare nel 1884. Sconvolta, Cemile per vent'anni si ritirò dalla vita di corte, ma alla fine si riappacificò con il fratello e riprese il suo posto.

## Morte
Cemile Sultan morì il 26 febbraio 1915, a settantuno anni. Venne sepolta nel mausoleo Abdülmecid I nella moschea di Yavuz Selim.

## Discendenza
Dal suo matrimonio, Cemile Sultan ebbe tre figli e tre figlie:
- Fethiye Hanımsultan (1859 - 22 marzo 1887). Sposò il colonnello Hayri Bey nel gennaio 1887, ma morì appena due mesi dopo. Sepolta nella moschea Fatih.
- Sultanzade Besim Bey (1860 - 1862). Sepolto a Üsküdar.
- Sultanzade Mehmed Mahmud Celaleddin Bey (dicembre 1864 - 1916). Gemello di Sultanzade Mehmed Sakıb Bey. Ebbe due consorti: la circassa Visalinur Hanim, da cui ebbe un figlio, Ziyaeddin Bey, e una figlia, Mevhibe Hanim, e Hayriye Hanım (morta nel 1934), da cui ebbe una figlia, Münire Hanim.
- Sultanzade Mehmed Sakıb Bey (dicembre 1864 - 1897). Fratello gemello di Sultanzade Mehmed Mahmud Celaleddin Bey. Ebbe due consorti: Vicdan Hanim (morta nel 1938), da cui ebbe una figlia, Şehime Hanim (morta nel 1915), e Dilbeşte Hanım, da cui ebbe una figlia, Emine Hanim (morta nel settembre 1926).
- Ayşe Şadıka Hanımsultan (20 settembre 1875 - 1938). Sposò in prime nozze, il 29 gennaio 1891, Hacı Bey Efendi, figlio del capo di stato maggiore Ferik Edhem Pasha, con una dote di 250.000 kuruş. Non ebbero figli. In seconde nozze sposò nel 1900 Ali Fuad Ürfi Pasha, figlio dell'ambasciatore ottomano in Austria, Ali Pasha, e nipote di Gürcü Halil Rifat Paşah, marito di Saliha Sultan, zia di Cemile Sultan; e suocero di Seniha Sultan, sorellastra di Cemile Sultan, dal suo primo matrimonio. Da lui ebbe due figlie, Kerime Hanim e Naime Hanim. Morì in esilio a Nizza e venne sepolta nel cimitero di Bobigny.
- Fatma Hanımsultan (1879 - 1890). Malata di tubercolosi, venne assistita da Nazikeda Hanim, che divenne poi consorte di Mehmed VI Vahdeddinin.

Nel 2005, erano ancora in vita almeno quattordici suoi discendenti. 

## Personalità
Cemile Sultan era considerata l'esempio della perfetta principessa ottomana e per questo era la favorita di suo padre, che la lodava continuamente, e aveva un altro status a corte, sia durante il suo regno che durante quello di Abdülhamid II, fratellastro di Cemile e contemporaneamente suo fratello adottivo.
Durante il regno di Abdülhamid II, nelle processioni Cemile veniva subito dietro il sultano e al fianco della Valide Sultan, la loro madre adottiva Rahime Perestu Sultan, e sedeva alla destra di Abdülhamid su una sedia simile a un trono.
Vestiva sempre nelle varie sfumature del marrone, incluso il copricapo e il velo, di pizzo o tulle, colore che divenne il suo marchio, e in stile turco ottomano, con un lungo strascico allacciato in vita, malgrado la moda del periodo imponesse abiti all'europea, soprattutto francesi. Non portava alcun gioiello. Malgrado la semplicità del suo abbigliamento era impossibile non rendersi conto del suo status regale, grazie al suo atteggiamento e al suo portamento.
Era molto somigliante a suo padre Abdülmecid I, con gli stessi occhi e lineamenti.
Era stimata e amata da tutti a corte, giudicata gentile, educata e intelligente. Non rideva mai a sproposito e riservava a ognuno il trattamento appropriato al suo rango, senza mancare mai di rispetto a nessuno.

## Onorificenze
Cemile Sultan venne insignita delle seguenti onorificenze:
- Ordine della Casa di Osman, ingioiellato
- Ordine di Medjidie, ingioiellato
- Ordine della Carità, 1ª classe
- Medaglia Hicaz Demiryolu, oro

## Cultura popolare
- Nella serie TV turca del 2017 Payitaht: Abdülhamid, Cemile Sultan è interpretata dall'attrice turca Devrim Yakut.